# Художественный музей Ньюкомб (Новый Орлеан)
Художественный музей Ньюкомб при Тулейнском университете (англ. Newcomb Art Museum of Tulane University, New Orleans) — художественная галерея в американском городе Новый Орлеан (штат Луизиана), основанная в 1986 и открытая в 1996 году; расположен в арт-центре «Woldenberg Art Center» и управляет коллекциями произведений искусства, собранными университетом; проводит временные выставки произведений современного искусства.